# Джеймс Торнхілл
Джеймс Торнхіл (англ. James Thornhill; 25 липня, 1676 — 4 травня, 1734) — англійський художник-протестант зламу XVII—XVIII століть, котрий працював у схожій бароковій стилістиці на зразки бароко католиків-італійців.

## Ранні роки
Джеймс народився у забезпеченій родині. Його мати Мері була донькою полковника Вільяма Саденхема, губернатора міста Веймут.
Відомо, що 1689 року Торнілл став учнем в майстерні провінційного художника-декоратора Томаса Хеймора (1660—1720). Вільший вплив на виховання майбутнього художника мали та Антоніо Верріо, теж художники-декоратори і іноземці, що працювали у Англії. Офіційно він закінчив власну художню освіту 1696 року. На початок XVIII століття він перебрався на працю у Лондон.

## Джеймс Торнхілл і державницькі замови
Символічною фігурою барокового живопису Великої Британії мимоволі став художник Джеймс Торнхілл (1676—1734), не найкращий серед місцевих майстрів. Він отримав замови на монументальні стінописи, що символізували у ту добу державницьку велич і формальну відповідність зразкам історичного живопису з європейського контитента. Джеймс Торнхілл отримав важливі замови не завдяки яскравій художній індивідуальності (котру мав венецієць Себастьяно Річчі і котрому хитро відмовили), скільки тому, що Торнхілл був … англійцем.
Католик Себастьяно Річчі (1662—1634), монументаліст і автор декількоїх плафонів, приніс у Лондон святковість і чуттєвість венеційської школи живопису, котру цілком допускав католицизм. Англіканство, що відсахнулося від розпусти і гріховних веселощів двору короля Карла ІІ, прийшло до строгості і регламентації так званого здорового глузду і майже торгового прагматизму.
Архієпископ Теннісон декларував: « Я не беруся аналізувати живопис, але думаю, можу наполягати на двох умовах. Перша — обраний художник має бути протестантом (англіканцем), друга — він має бути англійцем (!)». Джеймс Торнхілл, про щабель здібностей котрого навіть не йшлося, відповідав обом умовам архієпископа і саме він отримав замови на стінописи у Гринвіцькому шпиталі та у соборі св. Павла, у знакових спорудах англійського бароко. Відповідною до прагматизму, регламентації (тобто цензурі) і несприйняттю католицизму була і ідеологічна програма стінописів у Гринвіцькому шпиталі — «Торжество» або «Апофеоз» англіканства.
На стінописи у соборі св. Павла претендувала низка французьких і італійських майстрів. Торнхілл серед них був єдиним англійцем і саме він завдяки протекції отримав і цю престижну замову. Джеймс Торнхілл виконав ці стінописи у техніці грізайль, вони майстеровиті і непогано виглядають з далекої відстані, мають ознаки чогось величного і фахового, що і забезпечило грізайлям популярність у сучастиків, бо вони прагнули державницької величі у живопису і нарешті її отримали. Вони нагадували холодні і пишні зразки стінописів у Парижі, різновиду придворного і аристократичного мистецтва Франції, а більшого за академізму 17 століття і не було потрібно. Відсутність оригінальності не завадила популярності.

## Портретист
Окрім монументального живопису, замови на котрий надходоли не так часто, Джеймс Торнхілл займався портретним жанром. Несміливий у композиціях, він розробляв типові схеми британського барадного портрета з його увагою до звеличення представників пільгових станів суспільства і пишних декоративних деталей парадного одягу. На тлі цих портретів безжальним реалізмом і неприємною побутовістю виділявся портрет науковця Ісака Ньютона без перуки у похилому віці. В портреті постав старий науковець, але не було жодного натяку на ті звершення у математиці, фізиці, зроблені Ньютоном, завдяки котрим він залишився у історії, Ньютон — людина зі складним характером, особа побожна, утаємничена і недоброзичлива до конкурентів…

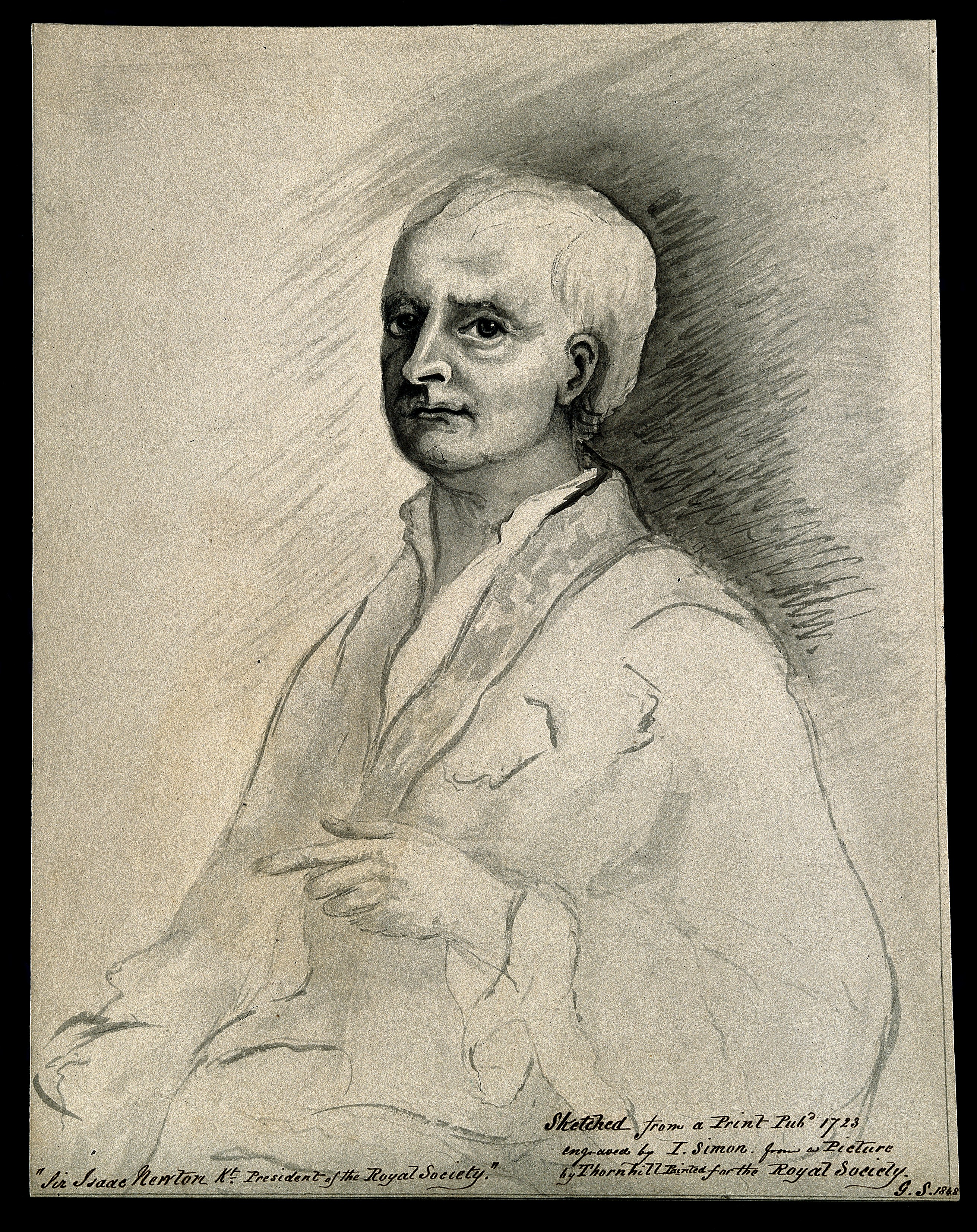
Джеймс Торнхілл. Малюнок до «портрета Ісака Ньютона без перуки»
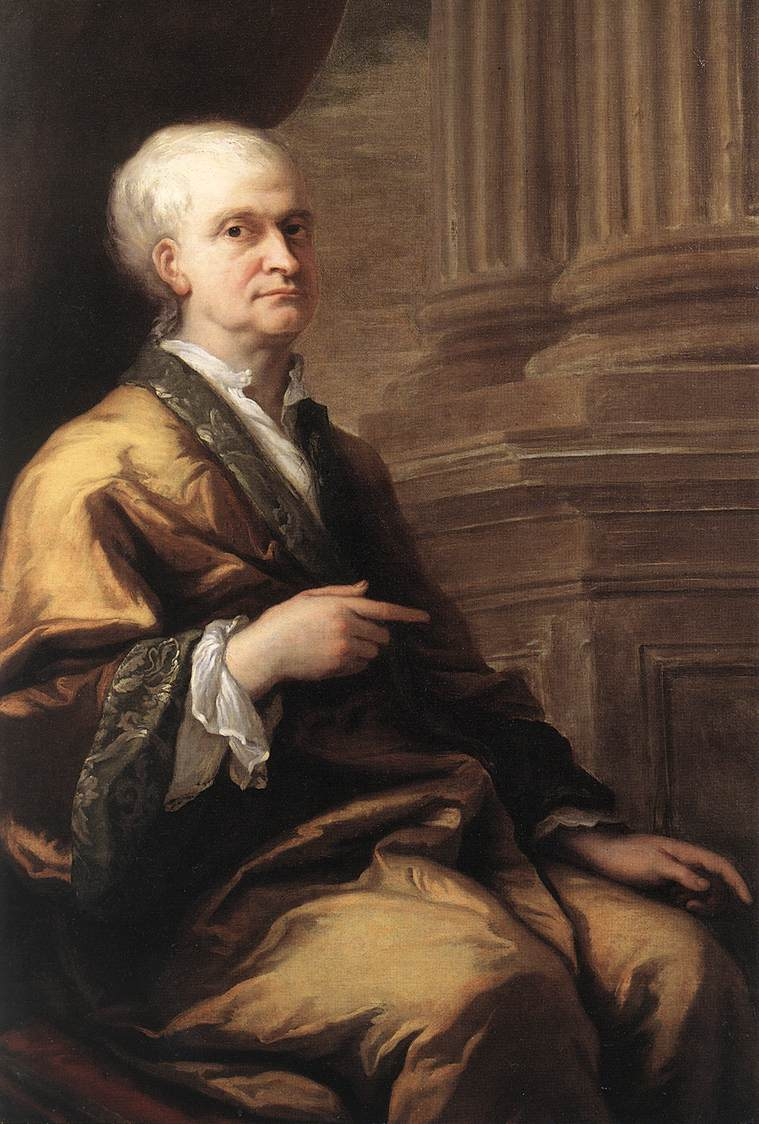
Джеймс Торнхілл.«Портрет Ісака Ньютона без перуки», до 1712 року
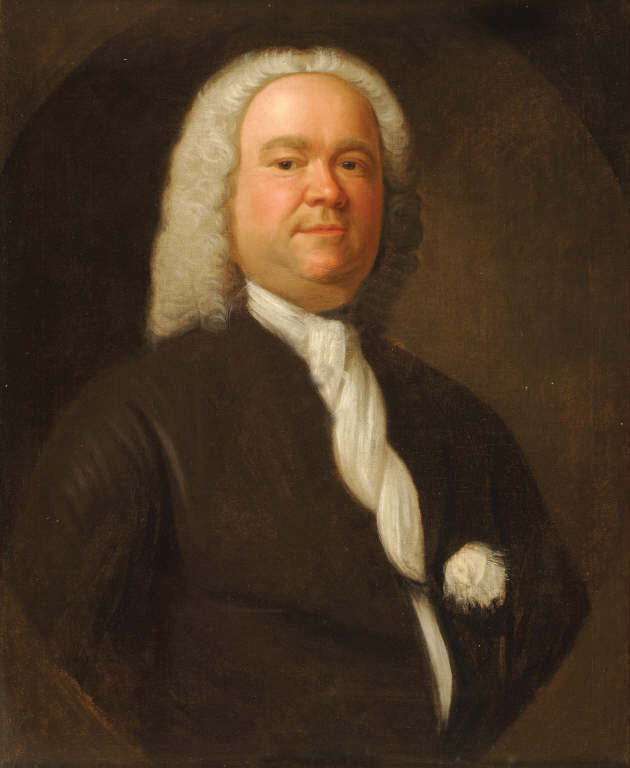
Джеймс Торнхілл. «Сер Семюел Геррард»
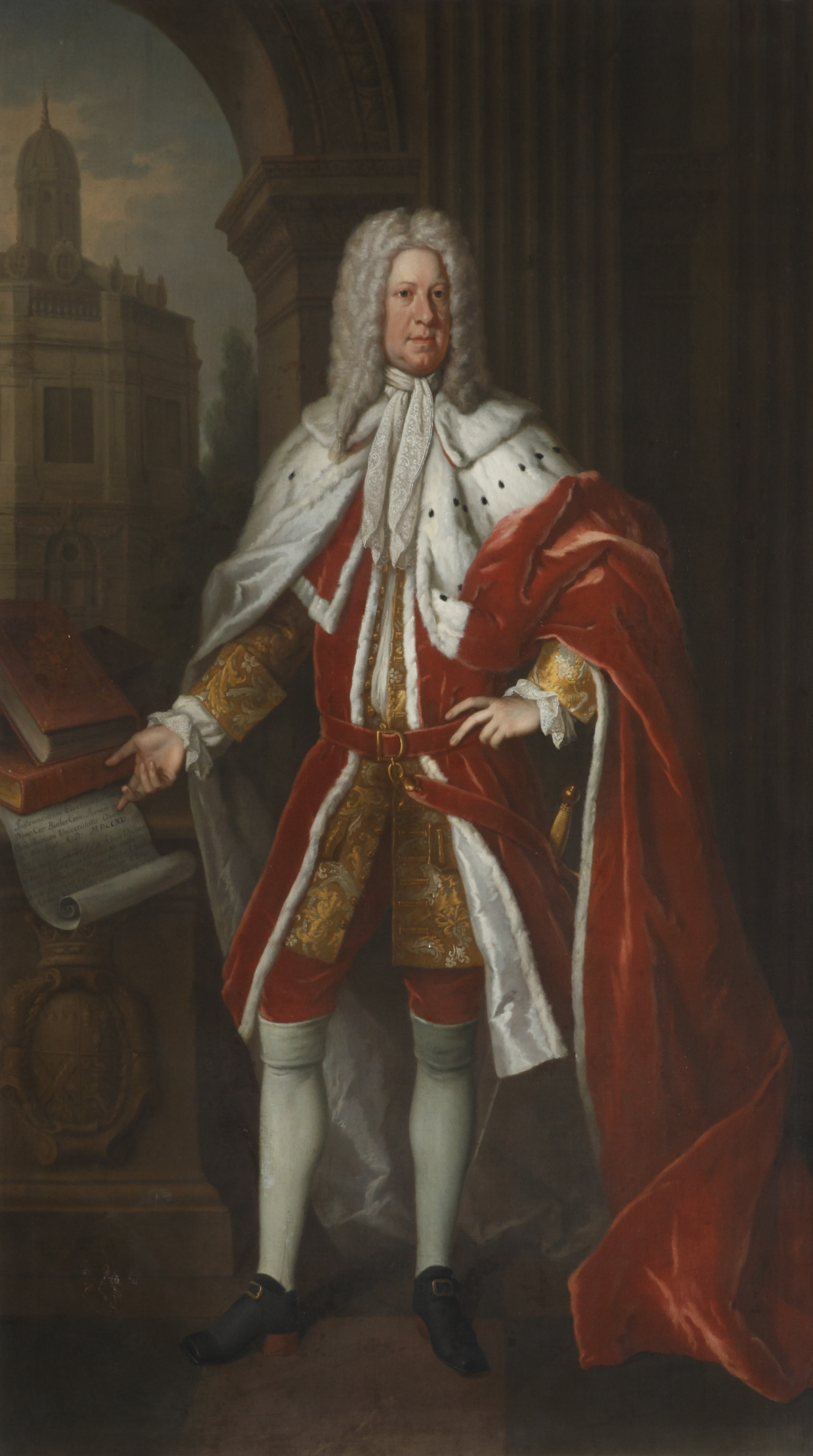
Джеймс Торнхілл. «Чарльз Батлер (у повний зріст)», 1727 р.

## Школи малювання або академії
1711 року він отримав посаду одного з дванадцяти директорів академії (художньої школи) Неллера, що базувалась у Лондоні на Квін-стріт. 1716 року він посів посаду керівника академії замість Неллера і перебував керівником до 1720 року. Згодом він облаштував власну художню школу, що базувалась на Ковент-гарден, але школа не проіснувала довго. Через чотири роки (1724 р.) він створив нову художню школу у власному будинку на Ковент-гарден, котра працювала декотрий час успішніше за попередні.

## Обрані твори (галерея)

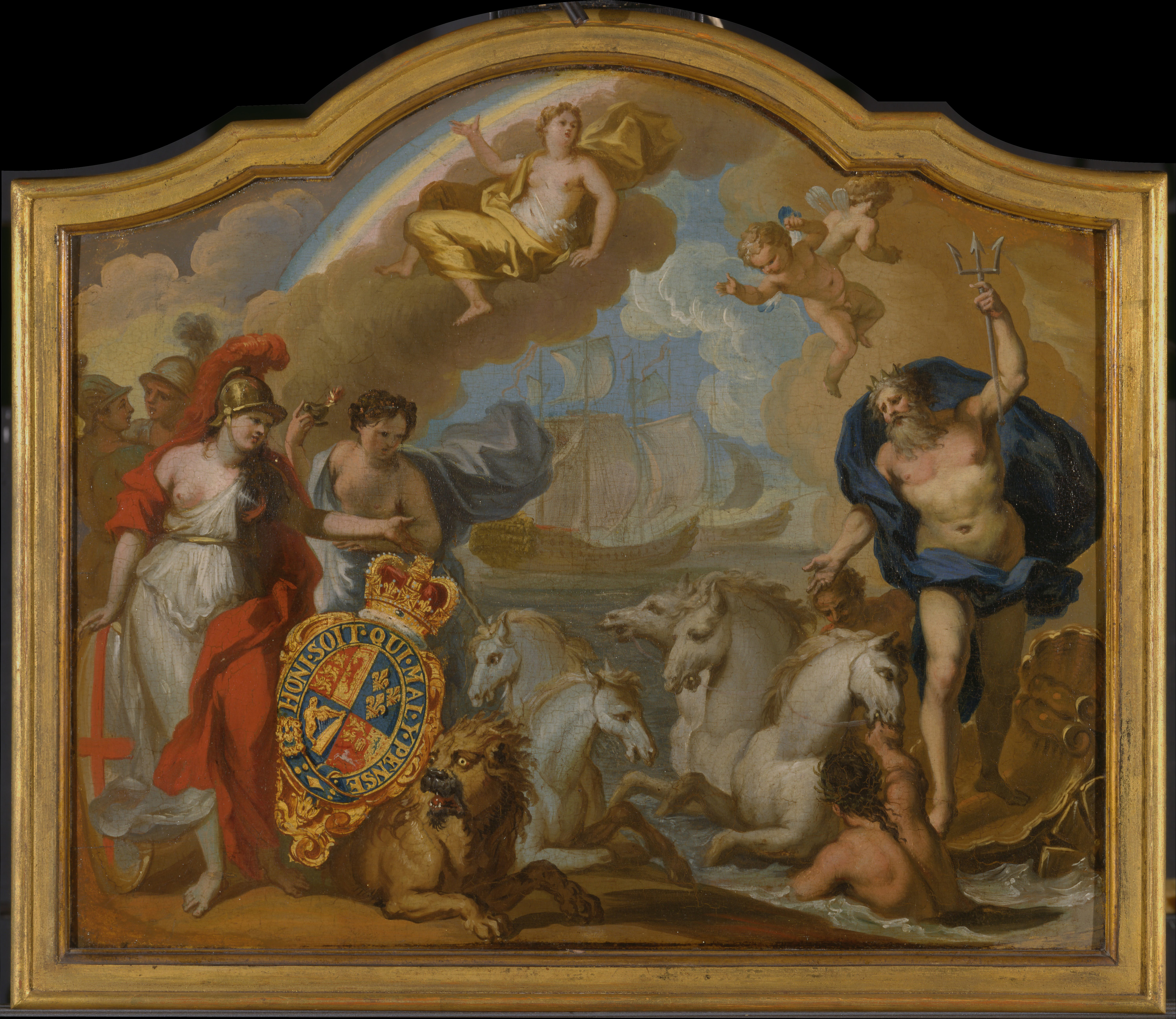
Джеймс Торнхілл. «Алегорія міці Великої Британії на морі», бл. 1720 р. Центр Єль британського мистецтва.

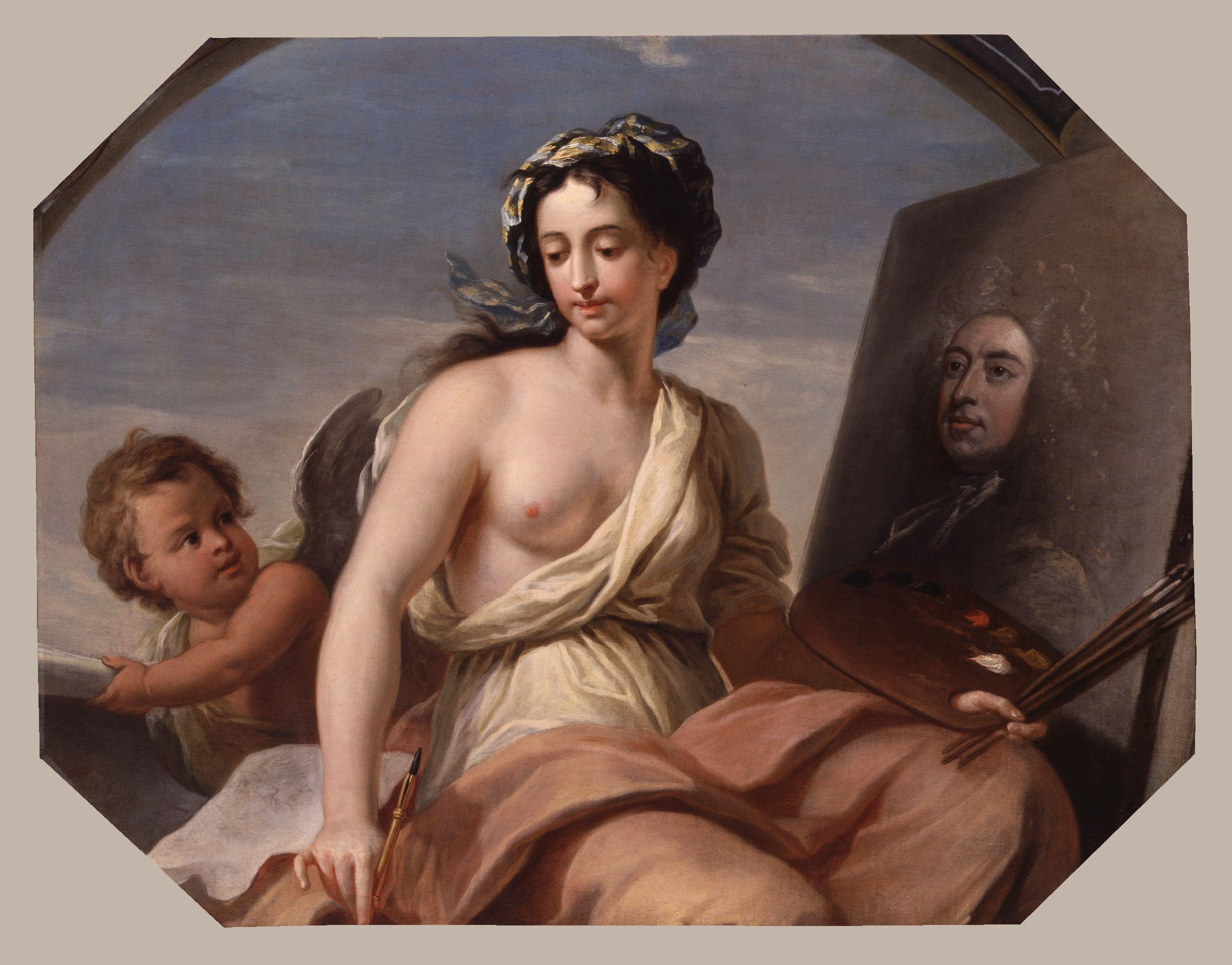
Джеймс Торнхілл. «Алегорія живопису з автопортретом Торнхілла», Національна портретна галерея, Лондон
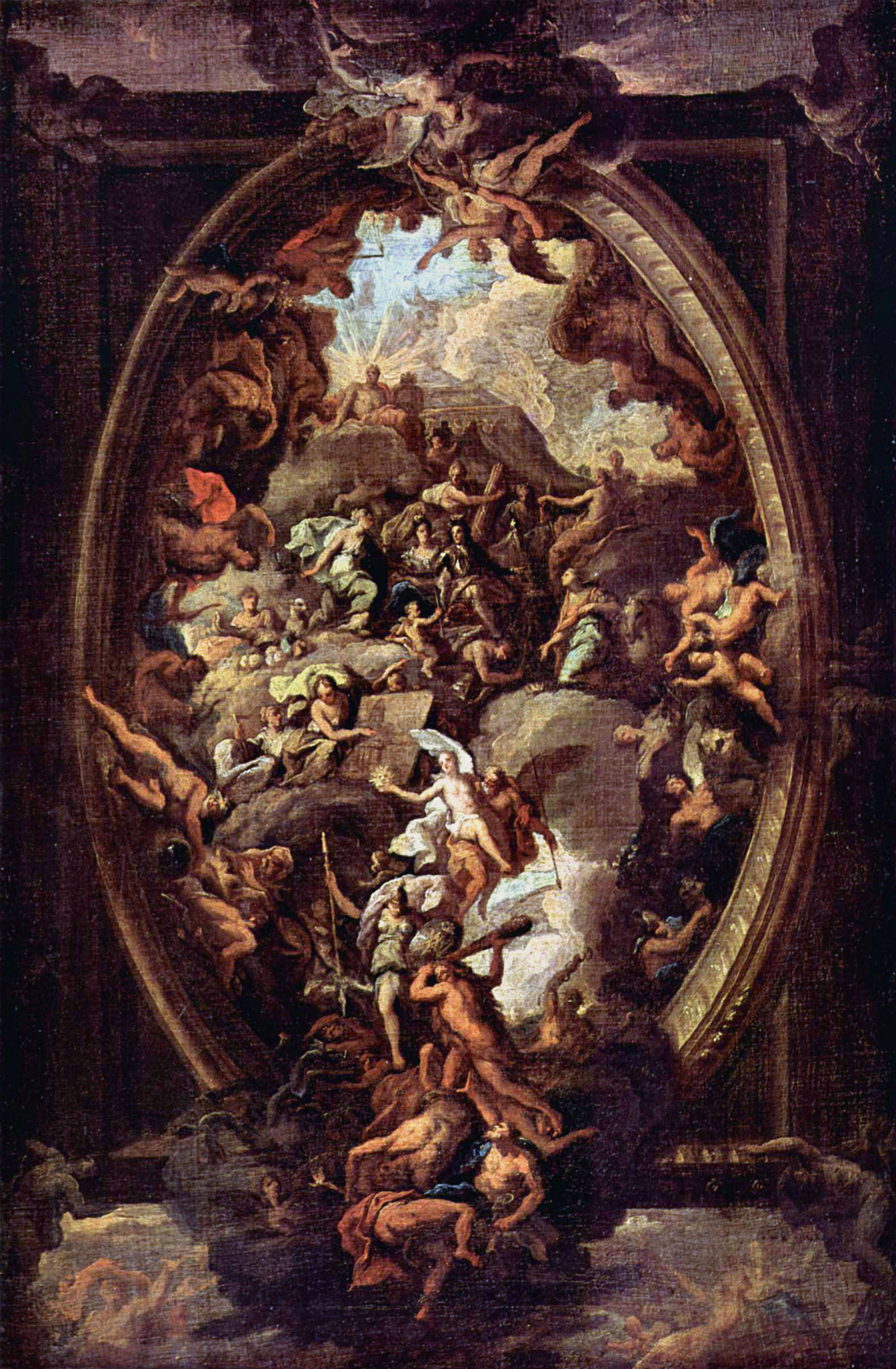
Джеймс Торнхілл. Ескіз плафона для стелі  в парадній залі Гринвіцького військовоморського шпиталю, бл. 1708 р., Музей Вікторії й Альберта, Лондон.
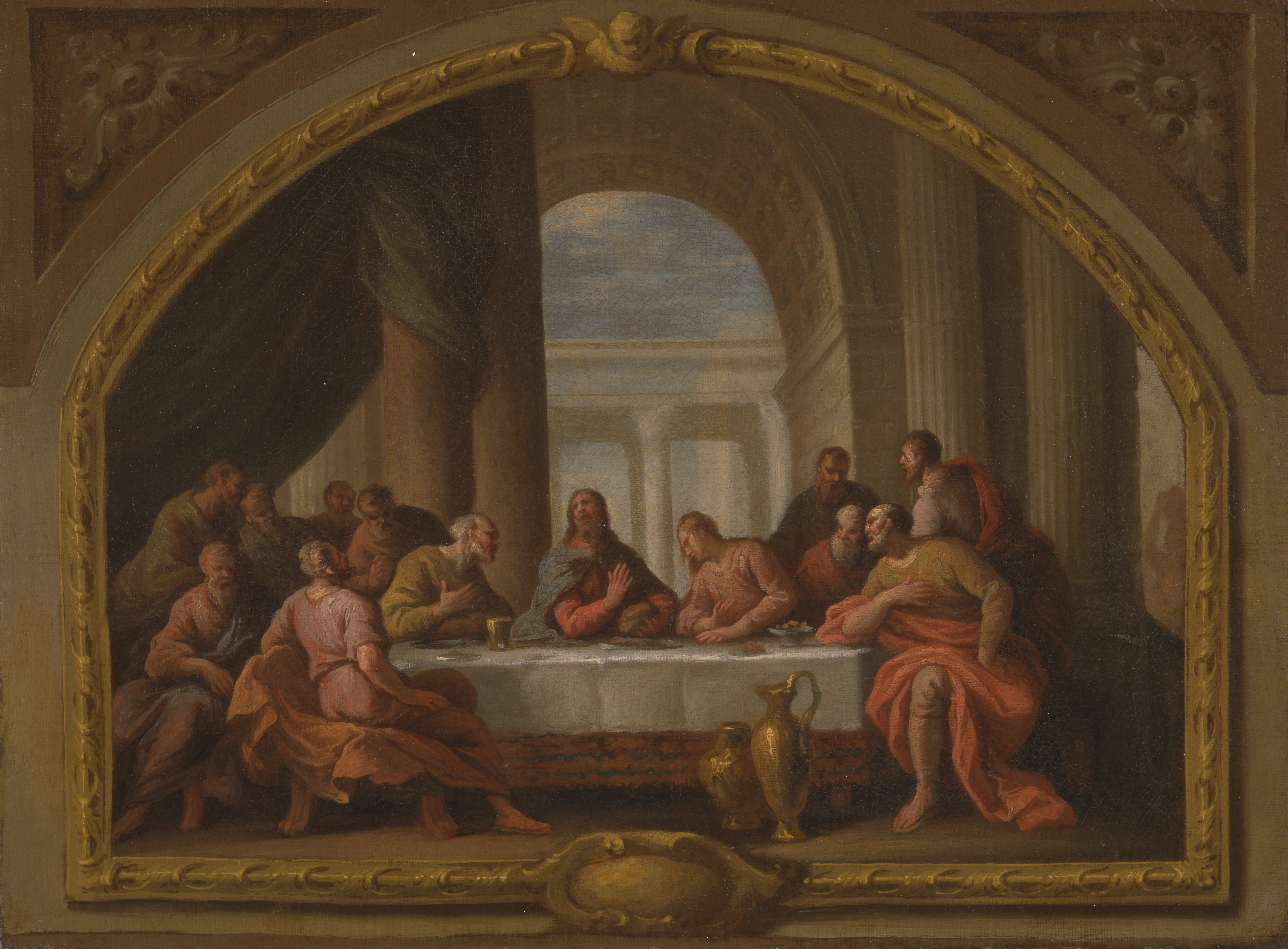
Джеймс Торнхілл. Ескіз до образу «Таємна вечеря» для церкви св. Марії, Веймут
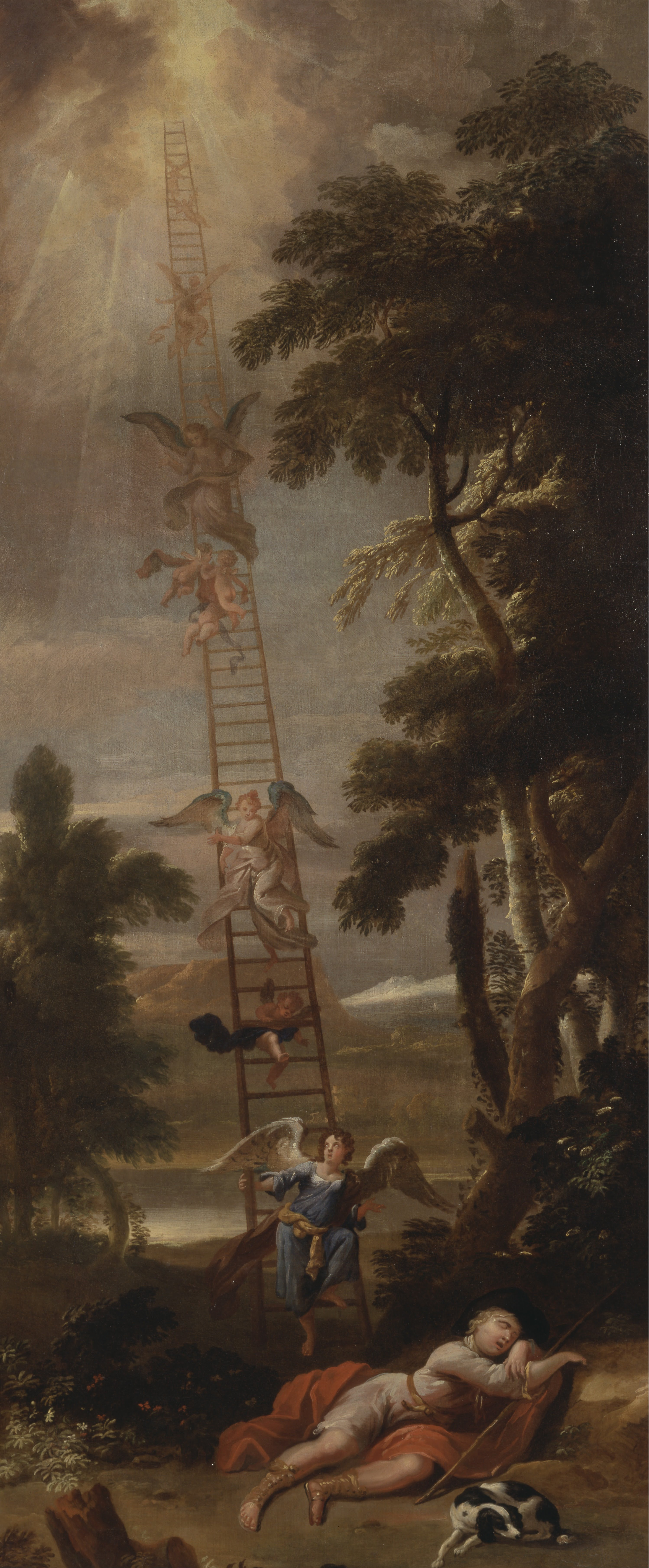
Джеймс Торнхілл. «Сон Якова» або «Сходинки у небо до Бога»